# Plateau des Seychelles
 (octobre 2024).
La mise en forme du texte ne suit pas les recommandations de Wikipédia : il faut le « wikifier ».
Les points d'amélioration suivants sont les cas les plus fréquents :
- Les titres sont pré-formatés par le logiciel. Ils ne sont ni en capitales, ni en gras.
- Le texte ne doit pas être écrit en capitales (les noms de famille non plus), ni en gras, ni en italique, ni en « petit »…
- Le gras n'est utilisé que pour surligner le titre de l'article dans l'introduction, une seule fois.
- L'italique est rarement utilisé : mots en langue étrangère, titres d'œuvres, noms de bateaux, etc.
- Les citations ne sont pas en italique mais en corps de texte normal. Elles sont entourées par des guillemets français : « et ».
- Les listes à puces sont à éviter, des paragraphes rédigés étant largement préférés. Les tableaux sont à réserver à la présentation de données structurées (résultats, etc.).
- Les appels de note de bas de page (petits chiffres en exposant, introduits par l'outil «  Source ») sont à placer entre la fin de phrase et le point final[comme ça].
- Les liens internes (vers d'autres articles de Wikipédia) sont à choisir avec parcimonie. Créez des liens vers des articles approfondissant le sujet. Les termes génériques sans rapport avec le sujet sont à éviter, ainsi que les répétitions de liens vers un même terme.
- Les liens externes sont à placer uniquement dans une section « Liens externes », à la fin de l'article. Ces liens sont à choisir avec parcimonie suivant les règles définies. Si un lien sert de source à l'article, son insertion dans le texte est à faire par les notes de bas de page.
- La présentation des références doit suivre les conventions bibliographiques. Il est recommandé d'utiliser les modèles {{Ouvrage}}, {{Chapitre}}, {{Article}}, {{Lien web}} et/ou {{Bibliographie}}. Le mode d'édition visuel peut mettre en forme automatiquement les références.
- Insérer une infobox (cadre d'informations à droite) n'est pas obligatoire pour parachever la mise en page.

Pour une aide détaillée, merci de consulter Aide:Wikification.
Si vous pensez que ces points ont été résolus, vous pouvez retirer ce bandeau et améliorer la mise en forme d'un autre article.

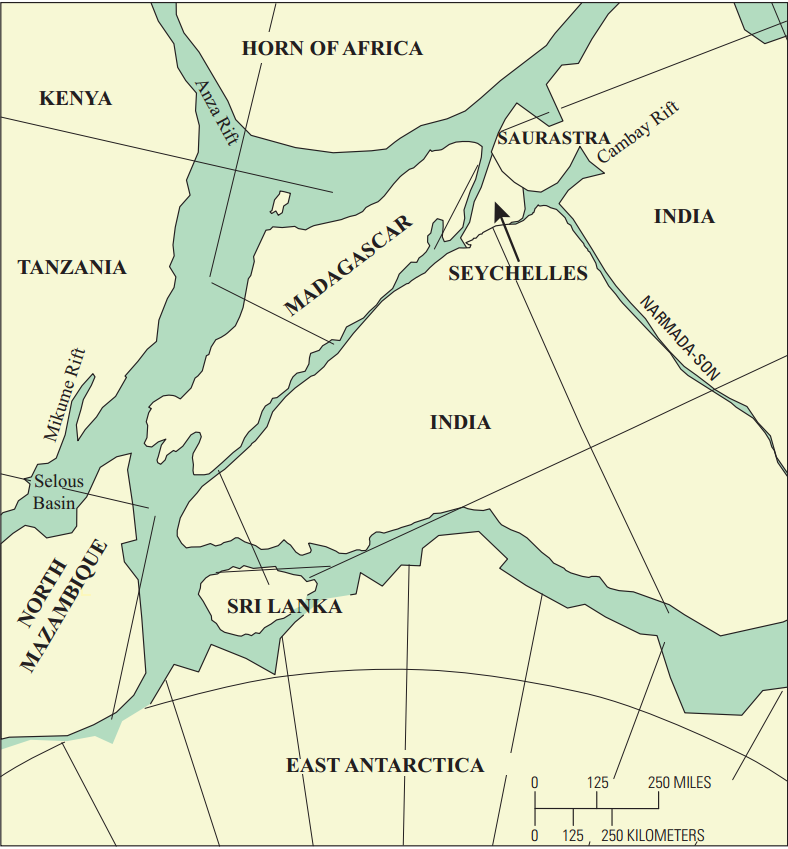
Morcellement du Gondwana au Jurassique Inférieur.

Le microcontinent des Seychelles est un microcontinent sous-jacent aux Seychelles dans l'ouest de l'océan Indien, composé de roches précambriennes tardives,.
Les affleurements de granit des îles Seychelles dans le centre de l'océan Indien ont été parmi les premiers exemples cités par Alfred Wegener comme preuve de sa théorie de la dérive continentale. Les interactions crête-plume ont été responsables de la séparation d'un ruban continental éclairci d'un grand continent (c'est-à-dire Inde).
Les granits du microcontinent des Seychelles ont été placés à 750 Ma, à la fin du Précambrien. Le rifting induit thermiquement dans le bassin somalien et le rifting transformé le long de la zone de fracture de Davie ont commencé à la fin du Permien, il y a 225 millions d'années. Le supercontinent de Gondwana a commencé à se briser au Jurassique moyen, il y a environ 167 millions d'années. À cette époque, le Gondwana oriental, comprenant l'Antarctique, Madagascar, l'Inde et l'Australie, a commencé à se séparer de l'Afrique. Le Gondwana oriental a ensuite commencé à se séparer il y a environ 115 à 120 millions d'années lorsque l'Inde a commencé à se déplacer vers le nord.
Les Seychelles ont ensuite subi deux autres étapes de rifting pour les isoler de Madagascar et de l'Inde. Il y a entre 84 et 95 millions d'années, le rifting séparait les Seychelles/Inde de Madagascar. Une période initiale de rifting de transformation a déplacé le bloc Seychelles/Inde vers le nord. Il y a environ 84 millions d'années, la croûte océanique a commencé à se former dans le bassin du Mascarene, provoquant une rotation de la masse terrestre des Seychelles/Inde. Cela s'est poursuivi jusqu'à il y a 66 millions d'années, lorsque de nouveaux rifting ont séparé les Seychelles de l'Inde, formant la crête de Carlsberg actuellement active. Le saut de rift a coïncidé avec la sortie maximale des pièges Deccan, et les volcans trouvés sur le plateau des Seychelles ont également été liés à cet événement.Cela a conduit à des suggestions selon lesquelles l'initiation du panache de la Réunion a fait sauter le rifting à son emplacement actuel.